# Michael Scott
Pour les articles homonymes, voir Scott et Michael Scott (homonymie).
Michael Scott, né le 11 février 1945, est le premier CEO d'Apple de février 1977 à mars 1981.
En 1979, il décide qu'il n'y aura plus de machines à écrire chez Apple. Le 25 février 1981, jour appelé « mercredi noir », Scott licencie 40 employés d'Apple, dont la moitié de l'équipe responsable de l'Apple II, pensant qu'ils étaient redondants. À la suite de cet événement, il est nommé vice-président et Mike Markkula, qu'avait embauché Scott, le remplace comme président. Il quitte peu après Apple en juillet 1981.
De 1983 à 1988 il dirige Starstruck, une compagnie de fusées à bas coût. Il est depuis devenu un spécialiste des gemmes colorées.